# Stazione di Stoccarda Österfeld
La stazione di Stoccarda Österfeld (in tedesco Stuttgart Österfeld) é una stazione S-Bahn nel distretto di Vaihingen a Stoccarda.

## Movimento
La stazione è servita dalle linee S1, S2 e S3 della S-Bahn.